# Convento de la Visitación de Santa María (Sevilla)
El convento de la Visitación de Santa María (también llamado convento de la Visitación de Nuestra señora o convento de las Salesas) es un convento español que se creó bajo la orden de las salesas y pertenece a la Iglesia católica. Esta orden tiene sus orígenes en Francia y se produce de la unión en el año de 1607 de San Francisco de Sales, español y doctor de la Iglesia católica y la santa Juana Francisca Frémyot de Chantal de Francia.
El convento se ubica en la plaza de las Mercedarias de Sevilla (Andalucía). En el año 1983 fue declarado como bien cultural de Sevilla. Junto a la Iglesia que forma parte del convento.

## Historia
La orden que creó el convento se llamaba Salesas Reales de Madrid, aunque decidieron usar el nombre de Salesas de Sevilla por estar el convento ubicado en Sevilla y no en Madrid. La orden Católica que crea este convento es Orden de la Visitación de Santa María del latín (Ordo Visitationis Beatissimae Mariae Virginis, V.S.M.). Esta orden fue autorizada por la Santa Sede el 23 de abril de 1618 y erigida como tal por el papa Paulo V el 16 de octubre del mismo año.
Forma parte de la unión entre San Francisco de Sales y Juana Francisca Frémyot de Chantal. Es una orden que se creó en Francia y fue aprobada en España bajo la monarquía de Felipe III. 
El convento fue concluido parcialmente a fines del siglo XIX y terminado de forma definitiva en el siglo XX. Fue destruido una parte de la estructura del inmueble en la guerra civil española a mitad del siglo XX, el parte oficial de España sin embargo dice que fue destruido por un incendio en el año de 1936.

## Arquitectura
El lugar donde hoy se ubica el convento pertenecía a Cipriano Portocarrero (VIII conde de Montijo). Su muerte se produce en Madrid dejando como herencia los predios donde hoy se levantan entre otros lugares la plaza principal de Sevilla y el convento de la Visitación de Santa María.
Originalmente lo que hoy es el convento de las Salesas de Sevilla era una de las casas del conde de Montijo, fue el arquitecto Francisco Aurelio Álvarez Millán quien llevó a cabo la primera remodelación del lugar, este arquitecto más tarde pasaría a ser miembro de la comisión de monumentos históricos y artísticos de Sevilla por su participación en este convento entre otros lugares más dentro se Sevilla.
El convento tiene dos subdivisiones pero ambos lugares forman parte del predio de la orden de las Salesas de Sevilla. estos son la iglesia y el convento de clausura. 
La iglesia principal tiene un estilo románico con motivos ornamentales de aire bizantino en ladrillos visto (cara vista) cuya estética responde al estilo ecléctico. El interior de la iglesia se compone de unas capillas hornacinas que se encuentran en los muros laterales y una única nave con un coro alto y bajo cubierta por unas bóvedas de crucería con nervios. 
En la planta baja de la Iglesia se halla el antiguo cementerio en donde se encuentra un patrimonio de gran calidad artística formado por retablos, imágenes y pinturas. 
La fachada lateral al pie de la calle Conde de Ibarra tiene algunos ornamentos exteriores que fueron realizados por José Gil y Antonio Gómez Cabrera pero se terminaría la obra veinte años más tarde de la mano del conocido arquitecto Juan Talavera y Heredia.

## Reliquias
En el año de 1936, en plena guerra civil española se pierden valiosas reliquias que fueron declaradas como bien de Sevilla y bien patrimonial de la comunidad de Sevilla, en la restauración del año 1939 la comunidad de Sevilla vuelve a inventariar el convento de la orden de las Salesas de Sevilla, dando como resultado que se vuelva a remodelar las obras de arte y la fachada por este motivo el convento y la iglesia tienen dos estilos de arte totalmente diferentes como son el arte bizantino y el arte ecléctico. 
El 19 de noviembre del año 2018 la Iglesia católica decidió darle las reliquias de Margarita María Alacoque al convento de la visitación de Santa María por pertenecer a la orden Orden de la Visitación de Santa María entre los objetos se encuentra una rosa de oro que fue regalado a la Santa Católica por el papa Juan Pablo II.